# Iossif Dorfman
Pour les articles homonymes, voir Dorfman (homonymie).
Iossif Dorfman (russe : Иосиф Давидович Дорфман, Iossif Davidovitch Dorfman), né en 1952 à Jytomyr (RSS d'Ukraine), est un joueur d'échecs français d'origine ukrainienne, Grand maître international depuis 1978.

## Carrière
Dorfman est particulièrement connu pour avoir remporté le championnat d'URSS en 1977 (+6 =11), ex æquo avec Boris Gulko devant Tigran Petrossian, Lev Polougaïevski, Efim Geller et Mikhaïl Tal. Il a été le secondant de Garry Kasparov de 1984 à 1988 et l'entraîneur d’Étienne Bacrot à partir de 1993.

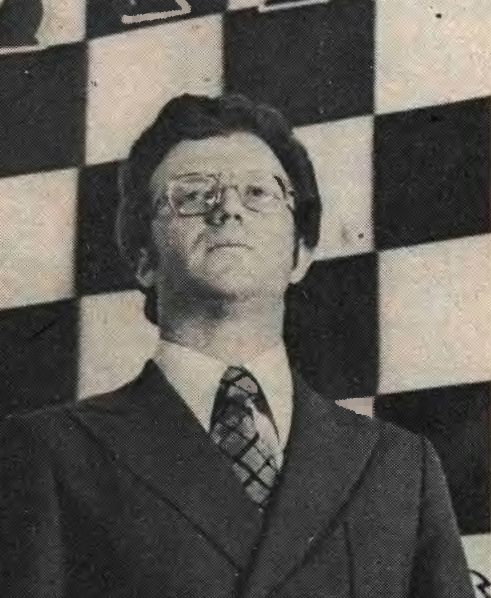
Iossif Dorfman en 1977.

En 1976, Iossif Dorfman finit premier du championnat d'URSS de première ligue, avec 1,5 point d'avance, puis il termina cinquième du championnat d'URSS (ligue supérieure) à Moscou en novembre-décembre 1976 (victoire de Karpov devant Balachov, Petrossian et Polougaïevski). En 1977, il finit ex æquo avec Gulko et annula le match de départage organisé par la suite (+1 –1 =4).
Dorfman a remporté les tournois de Djakarta 1979, Zamardi 1980, Varsovie 1981, Lvov 1984, Sarajevo 1988, Budapest 1988 et Barcelone 1992.
Dorfman a été champion de France en 1998 et vice-champion de France en 2000 (derrière son élève Bacrot).
Il a représenté la France aux olympiades de 1998 (2e échiquier), 2002 (2e échiquier) et 2004 (3e échiquier).
Au 1er août 2022, il est le 15e joueur français avec un classement Elo de 2 539 points.

## Publications
- (en) The Method in Chess, Sarl Game Mind, Montpellier, 2001  (ISBN 2-9572890-2-4)
- (de) Die Schachmethode, Sarl Game Mind, Montpellier, 2001  (ISBN 2-957-2890-3-2)